# Palosaari (ö i Finland, Norra Österbotten, Oulunkaari, lat 65,30, long 27,87)
Palosaari är en ö i Finland. Den ligger i sjön Puhosjärvi och i kommunen Pudasjärvi i den ekonomiska regionen  Oulunkaari  och landskapet Norra Österbotten, i den centrala delen av landet, 600 km norr om huvudstaden Helsingfors. Öns area är 1,8 hektar och dess största längd är 290 meter i öst-västlig riktning.